# Xanthopimpla curta
Xanthopimpla curta là một loài tò vò trong họ Ichneumonidae.